# 파산 (라우스주)
파산(아일랜드어: Sliabh Feá 슬리어우 파[ʃl̠ʲiəw fa:])은 아일랜드 라우스주 쿨리반도 쿨리산맥의 최고봉이다.
"슬리어우 파"란 "소림의 산"이라는 뜻이다. 현지에서는 "거인의 산"이라는 뜻의 "슬리어우 파하(아일랜드어: Sliabh Fathaigh)라고도 하는데, 산의 모양이 잠자는 거인을 닮았다고 그런다. 여름의 거인 핀이 이 산 정상에서 겨울의 거인 루스카러(Ruscaire)와 싸웠다는 전설도 있다. 핀이 루스카러에게 커다란 바위를 던져 이겼는데, 그 바위가 다운주 마르틴산에 있는 클로크 모르라고 한다.
아일랜드 신화에서 쿠얼릉거의 소도둑 전투 당시 메브 여왕의 코나크타군이 이 산을 파헤쳐서 고갯길을 닦았다고 하는데 그 고개의 이름을 "바르너 메바(아일랜드어: Bearna Mhéabha)", 즉 "메브의 틈"이라고 한다.